# (14801) 1980 PE3
(14801) 1980 PE3 est un astéroïde de la ceinture principale d'astéroïdes découvert en 1980.

## Description
(14801) 1980 PE3 a été découvert le 15 août 1980 à l'observatoire de Siding Spring, situé près de Coonabarabran, en Nouvelle-Galles du Sud, en Australie, par l'Observatoire royal d'Édimbourg.

### Caractéristiques orbitales
L'orbite de cet astéroïde est caractérisée par un demi-grand axe de 2,56 UA, un périhélie de 2,16 UA, une excentricité de 0,16 et une inclinaison de 15,65° par rapport à l'écliptique. Du fait de ces caractéristiques, à savoir un demi-grand axe compris entre 2 et 3,2 UA et un périhélie supérieur à 1,666 UA, il est classé, selon la JPL Small-Body Database, comme objet de la ceinture principale d'astéroïdes.

### Caractéristiques physiques
(14801) 1980 PE3 a une magnitude absolue (H) de 13,7 et un albédo estimé à 0,135.